# Аліса Кріге
Еліс Мод Кріге (англ. Alice Maud Krige, нар.. 28 червня 1954) — південноафриканська актриса, лауреат премії Лоуренса Олів'є і «Сатурн», найбільш відома завдяки втіленню на екрані образів історично важливих жінок минулих століть.

## Раннє життя
Еліс Мод Кріге народилася в місті Апінгтон в державі ПАР в сім'ї лікаря німецького походження Луїса Кріге (англ.  Dr. Louis Krige) та клінічного психолога Пет Кріге (англ.  Pat Krige). Обидва її старших брата — Джейк і Люк — також стали лікарями. Згодом сім'я переїхала в Порт-Елізабет. У 1975 році вона закінчила Університет Родса (ПАР), отримавши ступінь бакалавра з психології та драмі.

## Кар'єра

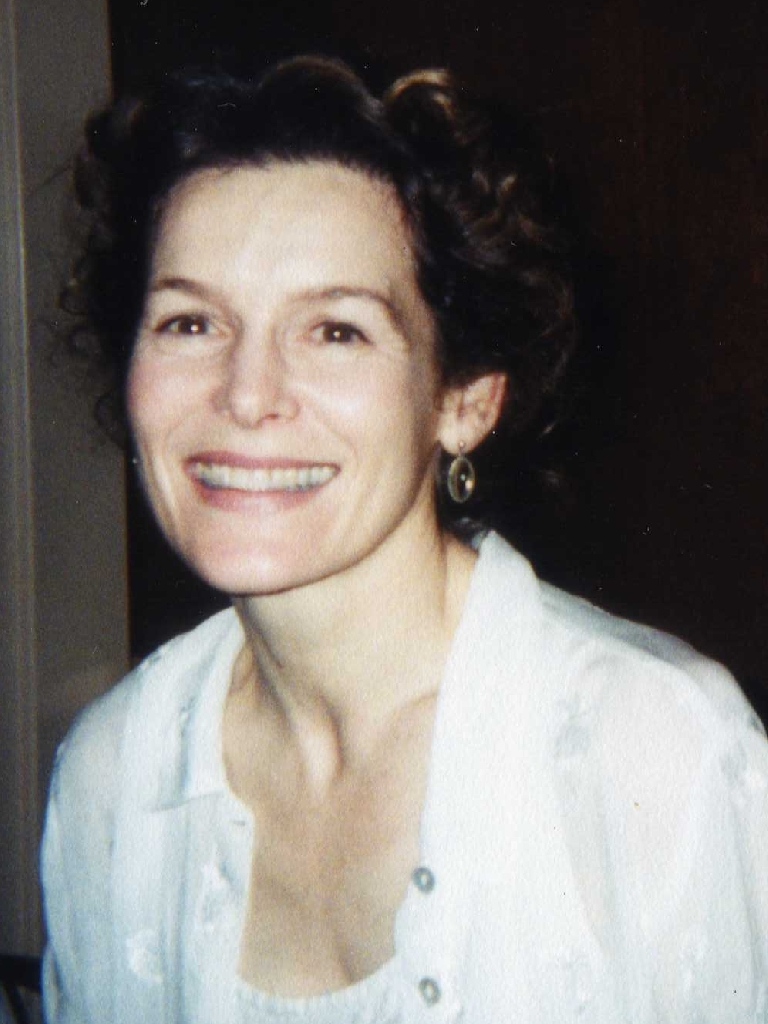
Еліс Кріге у 2008 році

В кінці сімдесятих Еліс Кріге переїхала в Лондон, де в 1979 році дебютувала в телефільмі «Повість двох міст». Її проривом у кар'єрі стала роль у фільмі 1981 року «Вогненні колісниці», який здобув чотири премії «Оскар», після чого вона знялася в трилері «Історія з привидами». У наступні кілька років Кріге домоглася успіху завдяки ролям на театральній сцені, в тому числі і виступаючи з Королівською Шекспірівською компанією в 1984-85 роках. У другій половині вісімдесятих вона була помітна у фільмах «Цар Давид» з Річардом Гіром і «П'янь» з Міккі Рурком. Також вона зіграла головну роль у малоуспішній голлівудській мелодрамі 1988 року «Побачимося вранці».
Кар'єра Еліс Кріге на великому екрані пішла в гору на початку дев'яностих завдяки негативним ролям. Вона зіграла Королеву боргів у фільмі 1996 року «Зоряний шлях: Перший контакт», за яку отримала Премію «Сатурн» за кращу жіночу роль другого плану, а також знялася в картинах «Сновиди», «Приховано в Америці», «Аманда», «Сутінки крижаних німф», «Вампіреня» та ряді інших. На телебаченні вона знялася в міні-серіалі «Дінотопія», а також вестерні «Дедвуд». У 2004 році вона зіграла погану матір знаменитої Наталі Вуд в біографічному фільмі Пітера Богдановича «Загадка Наталі Вуд», а в наступному році втілила образ акторки Джоан Коллінз у телефільмі «Династія: За лаштунками сексу, жадібності і інтриг».
У 2006 році Еліс Кріге зіграла роль головного антагоніста у фільмі «Сайлент Хілл». А останніми роками вона також була помітна завдяки ролям у фільмах «Самотні серця», «Контракт», «Десятидюймовий герой», «Соломон Кейн», «Шкіра» і «Учень чародія».

## Особисте життя
З 1988 року Еліс Кріге одружена зі сценаристом Полом Шуманом, у них немає дітей.

## Фільмографія
| Рік         |    | Українська назва                                   | Оригінальна назва                              | Роль                                      |
| ----------- | -- | -------------------------------------------------- | ---------------------------------------------- | ----------------------------------------- |
| 1976        | ф  |                                                    | Vergeet My Nie                                 | Вільма де Вільє                           |
| 1980        | с  | Театр BBC2                                         | BBC2 Playhouse                                 | Емілі                                     |
| 1980        | тф | Повість про два міста                              | A Tale of Two Cities                           | Люсі Манетт                               |
| 1981        | ф  | Вогняні колісниці                                  | Chariots of Fire                               | Сібіл Гордон, дружина </ small> Абрахамса |
| 1981        | ф  | Історія з привидами                                | Ghost story                                    | Єва Галлі / Альма Моублі                  |
| 1982        | с  | Професіонали                                       | The Professionals                              | Діана Молнар                              |
| 1983        | тф | Зброя і людина                                     | Arms and the Man                               | Райна                                     |
| 1984        | с  | Острів Елліс                                       | Ellis Island                                   | Бріджит О'Доннелл                         |
| 1984        | ф  | Цар Давид                                          | King David                                     | Вірсавія                                  |
| 1985        | тф | Рауль Валленберг: Забутий герой                    | Wallenberg: A Hero's Story                     | Баронеса Лізл Кемені                      |
| 1985        | с  | Вона написала вбивство                             | Murder, She Wrote                              | Аніта Кокран                              |
| 1986        | с  | Дорога на захід                                    | Dream West                                     | Джессі Бентон Фремонт                     |
| 1986        | тф | Друга подача                                       | Second Serve                                   | Гвен                                      |
| 1987        | ф  | П'янь                                              | Barfly                                         | Таллі Соренсон                            |
| 1988        | тф | Баджо Оклахома                                     | Baja Oklahoma                                  | Петсі Клайн                               |
| 1988        | ф  | Літо привидів                                      | Haunted Summer                                 | Мері Шеллі                                |
| 1979        | ф  | Побачимося вранці                                  | See You in the Morning                         | Бет Гудвін                                |
| 1990        | тф | Макс і Олена                                       | Max and Helen                                  | Олена Вайс                                |
| 1991        | с  | Династія Штраус                                    | Strauss Dynasty                                | Ольга                                     |
| 1991        | с  | Прихована кімната                                  | The Hidden Room                                | Дженніфер                                 |
| 1991        | тф | Американський заручник                             | L'Amérique en otage                            | Parveneh Limbert                          |
| 1992        | ф  | Сновида                                            | Sleepwalkers                                   | Мері Брейді                               |
| 1992        | тф | Дамський вбивця                                    | Ladykiller                                     | Мей Паккард                               |
| 1992        | с  | Беверлі-Хіллз, 90210                               | Beverly Hills 90210                            | Енн Беррісфорд                            |
| 1992        | ф  | Шпигунські пристрасті                              | Spies Inc.                                     | Ізабель                                   |
| 1993        | тф | Судний день: Історія Джона Ліста                   | Judgment Day: The John List Story              | Джин Саферт                               |
| 1993        | тф | Подвійний обман                                    | Double Deception                               | Памела                                    |
| 1993        | тф | Джек Рід: Знак пошани                              | Jack Reed: Badge of Honor                      | Джоан Анатоль                             |
| 1993        | с  | Червоне і чорне                                    | The Scarlet and the Black                      | Мадам де Реналь                           |
| 1994        | тф | Честь Шарпа                                        | Sharpe's Honour                                | маркіза                                   |
| 1994        | кф |                                                    | Sea Beggars                                    | дружина                                   |
| 1995        | тф | Йосип Прекрасний: Намісник фараона                 | Joseph                                         | Рахіль                                    |
| 1995        | ф  | Інститут Бенжамента                                | Institute Benjamenta                           | Ліза Беньямента                           |
| 1995        | тф | Донор невідомий                                    | Donor Unknown                                  | Аліса Стіллман                            |
| 1995        | тф | Адвокат диявола                                    | Devil's Advocate                               | Алессандра Локателлі                      |
| 1996        | ф  | Зоряний шлях: Перший контакт                       | Star Trek: First Contact                       | королева боргів                           |
| 1996        | тф | Приховано в Америці                                | Hidden in America                              | Ді                                        |
| 1996        | ф  | Аманда                                             | Amanda                                         | Одрі Фарнсворт                            |
| 1997        | ф  | Навколишнє середовище                              | Habitat                                        | Кларисса Саймс                            |
| 1997        | ф  | Сутінки крижаних німф                              | Twilight of the Ice Nymphs                     | Зефір Еклс                                |
| 1997        | тф | Невиправдана: Правда про Едварда Браннігане        | Indefensible: The Truth About Edward Brannigan | Ребекка Дейлі                             |
| 1998        | ф  | Комміссар                                          | The Commissioner                               | Ізабель Мортон                            |
| 1998        | с  | Близькі стосунки                                   | Close Relations                                | Луїза                                     |
| 1998        | с  | Парадокс                                           | Welcome to Paradox                             | Аура Мендоса                              |
| 1999        | тф | Глибоко в моєму серці                              | Deep in My Heart                               | Аннелізе Йоргенсен                        |
| 1999        | с  | Фірмовий рецепт                                    | Becker                                         | доктор Сандра Раш                         |
| 1999        | ф  | Молокаї. Історія батька Деміена                    | Molokai: The Story of Father Damien            | Маріанна Коуп                             |
| 1999        | тф | У компанії шпигунів                                | In the Company of Spies                        | Сара Голд                                 |
| 2000        | ф  | Вампіреня                                          | The Little Vampire                             | Фріда Саквілл-Бегг                        |
| 2000        | ф  | Поклик                                             | The Calling                                    | Елізабет Пламмер                          |
| 2001        | ф  | Забобони                                           | Superstition                                   | Мірелла Ченчи                             |
| 2001        | с  | Аттіла-завойовник                                  | Attila                                         | Галла Плацидія                            |
| 2001        | с  | Зоряний шлях: Вояжер                               | Star Trek: Voyager                             | королева боргів                           |
| 2001        | ф  | Падіння                                            | Vallen                                         | Монік                                     |
| 2002        | с  | Клієнт завжди мертвий                              | Six Feet Under                                 | Алма                                      |
| 2002        | ф  | Влада вогню                                        | Reign of Fire                                  | Карен Аберкромбі                          |
| 2002        | с  | Динотопія                                          | Dinotopia                                      | Розмарі                                   |
| 2003        | с  | Діти Дюни                                          | Children of Dune                               | Леді Джессіка                             |
| 2003        | тф | Життя і смерть Ненсі Ітон                          | The Death and Life of Nancy Eaton              | Снаб Ітон                                 |
| 2003 — 2004 | с  | Матриця: Загроза                                   | Threat Matrix                                  | Сенатор Ліліан Рендольф                   |
| 2004        | тф | Загадка Наталі Вуд                                 | The Mystery of Natalie Wood                    | Марія Гурдіна                             |
| 2004        | кф | Зоряний шлях: Досвід                               | Star Trek: The Experience - Borg Invasion 4D   | Марія Гурдіна                             |
| 2004        | ф  | Тінь страху                                        | Shadow of Fear                                 | Марджі Хендерсон                          |
| 2005        | тф | Династія: За лаштунками сексу, жадібності і інтриг | Dynasty: The Making of a Guilty Pleasure       | Джоан Коллінз                             |
| 2005        | с  | Дедвуд                                             | Deadwood                                       | Медді                                     |
| 2006        | ф  | Лишитися живим                                     | Stay Alive                                     | автор                                     |
| 2006        | с  | Закон і порядок: Злочинний намір                   | Law & Order: Criminal Intent                   | Джилліан Бут                              |
| 2006        | с  | 4400                                               | The 4400                                       | Сара                                      |
| 2006        | ф  | Контракт                                           | The Contract                                   | агент Гвен Майлс                          |
| 2006        | ф  | Сайлент Хілл                                       | Silent Hill                                    | Крістабелла                               |
| 2006        | ф  | Самотні серця                                      | Lonely Hearts                                  | Джанет Лонг                               |
| 2006        | с  | Лінія краси                                        | The Line of Beauty                             | Рейчел Федден                             |
| 2007        | ф  | Десятидюймовий герой                               | Ten Inch Hero                                  | Зоу                                       |
| 2007        | тф | Переконання                                        | Persuasion                                     | леді Расселл                              |
| 2007        | с  | BBC: Великі воїни                                  | Heroes and Villains                            | Летиція                                   |
| 2008        | ф  | Віддані                                            | The Betrayed                                   | Фалко                                     |
| 2008        | с  | Брудні мокрі гроші                                 | Dirty Sexy Money                               | Суддя Алексіс Уайет                       |
| 2009        | ф  | Шкіра                                              | Skin                                           | Санні Лейнг                               |
| 2009        | с  | Суто англійські вбивства                           | Midsomer Murders                               | Дженні Фрейзер                            |
| 2009        | ф  | Соломон Кейн                                       | Solomon Kane                                   | Катерина Кроуторн                         |
| 2010        | ф  | Учень чаклуна                                      | The Sorcerer's Apprentice                      | Моргана                                   |
| 2011        | с  | Воскрешаючи мертвих                                | Waking the Dead                                | Карен Хардінг                             |
| 2011        | тф | Сторінка 8                                         | Page Eight                                     | Емма Барон                                |
| 2011        | с  | Привиди                                            | Spooks                                         | Олена Гаврик                              |
| 2011        | ф  | Уілл                                               | Will                                           | сестра Кармель                            |
| 2012        | ф  | Цезар своїми руками                                | Jail Caesar                                    | капітан піратів                           |
| 2013        | ф  | Тор 2: Царство темряви                             | Thor: The Dark World                           | Ейр                                       |
| 2014        | с  | Морська поліція: Спецвідділ                        | NCIS                                           | Меггі Кларк                               |
| 2014 — 2015 | с  | Тиран                                              | Tyrant                                         | Аміра Аль-Файєд                           |
| 2015        | с  | Синдикат                                           | The Syndicate                                  | Леді Хазелвуд                             |
| 2015        | с  | Партнери по злочину                                | Partners in Crime                              | Рита Вандемейер                           |
| 2017        | ф  | Різдвяний принц                                    | A Christmas Prince                             | королева Гелена Чарльтон                  |
| 2019        | с  | Карнівал Роу                                       | Carnival Row                                   | Гаруспекс                                 |
| 2019        | ф  | Гретель і Гензель                                  | Gretel & Hansel                                | Голда / Відьма                            |
| 2022        | ф  | Техаська різанина бензопилою                       | Texas Chainsaw Massacre                        | Вірджинія «Джіні» МакКамбер               |